# Дива Полша
„Дива Полша“ (на полски: Dzika Polska) е полска серия документални филми, създадена през 2007 година от режисьора Дорота Адамкевич и Йоанна Ленска.
Филмите показват красотата на полската природа. Посещават се неизвестни, загадъчни и странни места.

## Актьорски състав
Във филма участват:
- Томаш Клосовски
- Артур Табор
- Марчин Костжински
- Маженна Новаковска

## Награди
- 2008 г., Награда ПАП и Министерство на Висшето Образование в категория Журналист, Ненаучна Институцията
- 2008 г., Награда Съвета Програма ТВ Полония, в категория Най-добра Серия от Антена
- 2008 г., Гранд При Национален Преглед на Екологични Филмите, за епизод „Свят в зърно на пясък“
- 2008 г., Гранд При Фестивал на Популярно-научни филмите, за епизод „Дискретен чар на Myxomycota“
- 2008 г., Финална Награда Фестивал на Популярно-научни филмите, за епизод „Омагьосани в кехлибар“